# Stakleni Hotel
Stakleni Hotel è il secondo album in studio della band heavy metal e hard rock bosniaca Divlje Jagode, pubblicato nel 1981 e pubblicato da Diskoton.

## Tracce
1. Autostop - 3:40
2. Mrak za dvoje - 3:38
3. Kako si topla i mila - 5:05
4. Stakleni hotel - 3:38
5. Ulica na lošem glasu - 4:12
6. Dodirni me, skloni bol - 3:57
7. Za one do tebe - 3:58
8. Potraži put - 4:27

## Formazione
- Zele Lipovača - chitarra
- Toni Janković - voce
- Alen Islamović - basso
- Nasko Budimlić – batteria